# Berg im Drautal
Berg im Drautal är en ort och kommun  i Österrike. Den ligger i distriktet Spittal an der Drau i förbundslandet Kärnten, 300 kilometer sydväst om huvudstaden Wien. 
Kommunen består av nio orter (Ortschaften) (inom parentes invånarantal 1 januari 2024):

- Berg (739)
- Ebenberg (9)
- Emberg (106)
- Emberger Alm (10)
- Feistritz (117)
- Frallach (79)
- Goppelsberg (44)
- Oberberg (77)
- Schlußnig (52)